# ア・メルカ

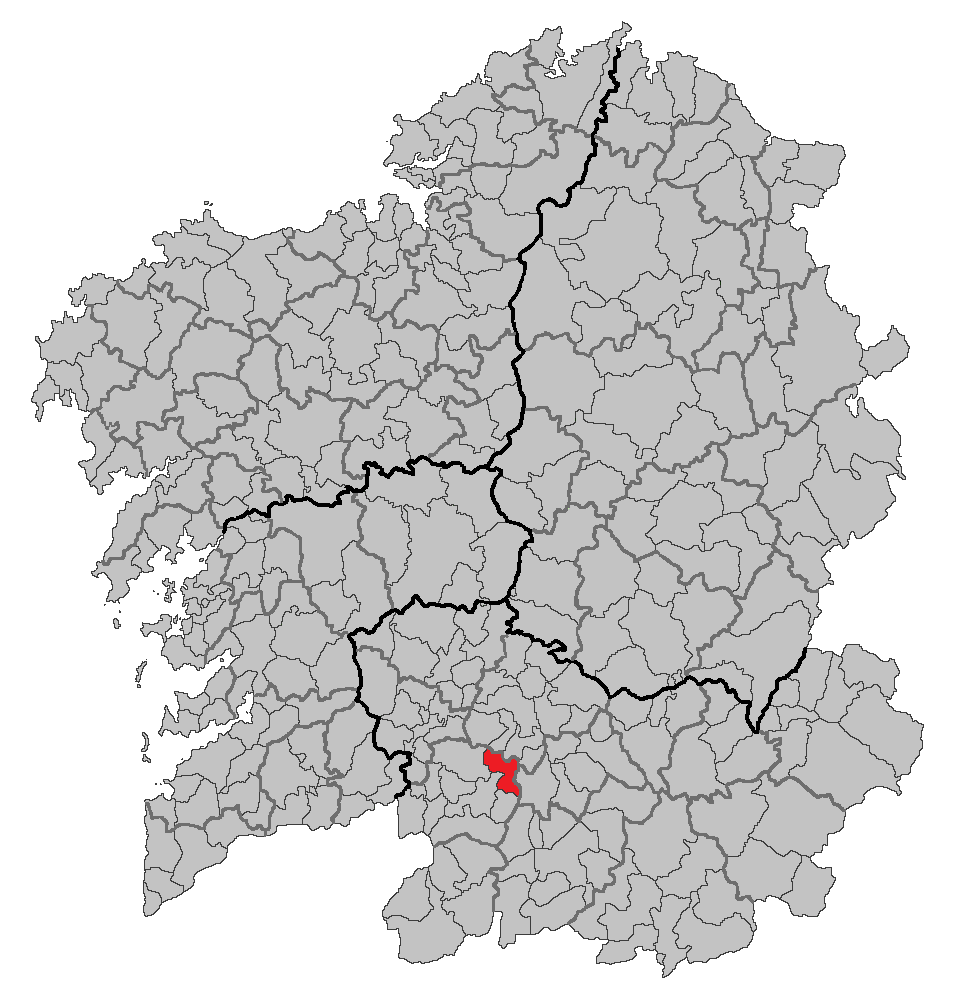

ア・メルカ（A Merca）は、スペイン、ガリシア州、オウレンセ県の自治体、コマルカ・ダ・テーラ・デ・セラノーバに属する。ガリシア統計局によると、2010年の人口は2,244人（2009年：2,254人、2004年：2,341人、2003年：2,373人） 。住民呼称は、男女同形のmerquense。カスティーリャ語表記はLa Merca（ラ・メルカ）。 
ガリシア語話者の自治体住民に占める割合は98.90％（2001年）。

## 地理
ア・メルカはオウレンセ県の西部に位置し、コマルカ・ダ・テーラ・デ・セラノーバに属する。北はバルバダスとサン・シブラーオ・ダス・ビーニャスと、東はタボアデーラとアジャリスと、南はア・ボーラとセラノーバと、西はカルテージェの各自治体と隣接する。自治体中心地区はア・メルカ教区のア・メルカ地区。
ア・メルカはセラノーバ司法管轄区に属す。

### 人口
| ア・メルカの人口推移 1900－2010                         |
|                                                         |
| 出典:INE（スペイン国立統計局）1900年 - 1991年、1996年 - |

## 政治
自治体首長はガリシア国民党（PPdeG）のマヌエル・ホルヘ・ベーロ・レイノーソ（Manuel Jorge Velo Reinoso）、自治体評議員はガリシア国民党：7、ガリシア民族主義ブロック（BNG）：3、ガリシア社会党（PSdeG-PSOE）：1となっている（2011年5月22日の自治体選挙結果、得票順）。
| 1999年6月13日自治体選挙 |        |        |          |
| 政党                    | 得票数 | 得票率 | 獲得議席 |
| PPdeG                   | 1,449  | 78.54% | 9        |
| BNG                     | 295    | 15.99% | 2        |
| PSdeG-PSOE              | 94     | 5.09%  | 0        |

| 2003年5月25日自治体選挙 |        |        |          |
| 政党                    | 得票数 | 得票率 | 獲得議席 |
| PPdeG                   | 1,401  | 75.73% | 9        |
| BNG                     | 327    | 17.68% | 2        |
| PSdeG-PSOE              | 110    | 5.95%  | 0        |

| 2007年5月27日自治体選挙 |        |        |          |
| 政党                    | 得票数 | 得票率 | 獲得議席 |
| PPdeG                   | 1,140  | 64.01% | 7        |
| BNG                     | 471    | 26.45% | 3        |
| PSdeG-PSOE              | 159    | 8.93%  | 1        |

| 2011年5月22日自治体選挙 |        |        |          |
| 政党                    | 得票数 | 得票率 | 獲得議席 |
| PPdeG                   | 1,034  | 63.09% | 7        |
| BNG                     | 409    | 24.95% | 3        |
| PSdeG-PSOE              | 185    | 11.29% | 1        |

## 史跡
ア・メスキータ教区のサン・ペドロ・ダ・メスキータ教会は1931年に国の重要記念物（Monumento Nacional）に指定された。
ア・メスキータ教区にあるサン・ペドロの塔はかつてのブラガンサ家の所領の拠点の中にあった。

## 教区
ア・メルカは12の教区に分けられる。太字は自治体中心地区のある教区。
- コルビジョン（サンタ・マリーア）
- エントランボスリーオス（サンタ・マリーニャ）
- ファラモンターオス（サン・シェス）
- ア・マンチーカ（ノサ・セニョーラ・デ・ルルデス）
- ア・メルカ（サンタ・マリーア）
- ア・メスキータ（サン・ペドロ）
- オラス・デ・ビラリーニョ（サンタ・マリーア）
- パルデルビアス（サンタ・オライア）
- ペレイラ・デ・モンテス（サンタ・マリーア）
- プロエンテ（サント・アンドレ）
- サン・ビトイロ・ダ・メスキータ（サン・ビトイロ）
- サラコス（サント・アンドレ）

## 出身著名人
- アルビーノ・ドミンゲス（Albino Núñez Domínguez、1901 - 1974） - 作家、教育学者、詩人。